# Косоржевський замок
Косоржевський замок — це укріплення біля села Вал на річці Дриса, де його перетинає стара дорога з Полоцька до Риги.
На початку XVII ст. замок був спалений. Статут Яна Казимира датується 1652 роком, що дає місту та замку право відбудови.